# 남교기공
남교기공(중국어: 南僑機工) 혹은 남양기공(중국어: 南洋機工)은 중일 전쟁 시기인 1939년부터 1942년까지 말레이시아, 싱가포르 등지에서 온 화교들로 이뤄진 수송 차량 운전사, 차량 정비사를 일컫는 단어이다. 이들은 국민정부가 해외에서 구입하거나 연합국이 지원한 전쟁 물자를 버마 로드를 통해 라시오에서 쿤밍으로 운송하는 역할을 맡았다.

## 대중 문화
- 드라마 《남교기공영웅전》(2015년)